# Provinciaal Park Gooseberry Cove
Het Provinciaal Park Gooseberry Cove (Engels: Gooseberry Cove Provincial Park) is een provinciaal park in de Canadese provincie Newfoundland en Labrador. Het park werd opgericht in het jaar 1980 en bestaat uit een strand en wat achterliggende natuur. Het bevindt zich in de kustregio Cape Shore in het zuidoosten van het eiland Newfoundland.

## Ligging en omschrijving
Het park ligt centraal in de regio Cape Shore, aan de westkust van het Newfoundlandse schiereiland Avalon. Het bevindt zich in het kleine gehucht Gooseberry Cove, dat gelegen is aan de gelijknamige inham. Het ligt meer bepaald vlak bij provinciale route 100, op een rijafstand van 27 km ten zuiden van de grote plaats Placentia.
De inham Gooseberry Cove is een goed beschermde cove van de Placentia Bay met aan haar oevers een zandstrand, hetgeen in de provincie een zeldzaamheid is. Het is daarenboven gelegen te midden van een groene omgeving bestaande uit grasland en bos. Ter hoogte van het park mondt ook de Big Brook in zee uit.
Het strand en het daar achter gelegen grasland zijn als mooi en waardevol stukje natuurgebied daarom door Newfoundland en Labrador erkend als een provinciaal park. Het is met een oppervlakte van 3 hectare het op één na kleinste van provinciaal park in de provincie.

## Fauna
Het Provinciaal Park Gooseberry Cove maakt net als heel de rest van de westelijke Cape Shore deel uit van het grote Important Bird Area van de Placentia Bay. De weide omgeving is immers belangrijk als voedlocatie voor heel wat broedende zeevogels en huisvest ook grote groepen eidereenden in de wintermaanden.
Relatief zeldzame landvogels die specifiek in het park nu en dan kunnen gespot worden zijn onder andere de roodkroonhaan, noordse waterlijster, witkeelgors en de geelstuitzanger. Ook enkele middelgrote zoogdieren kunnen in het provinciaal park waargenomen worden, waaronder rivierotters, nertsen en vossen.

## Galerij

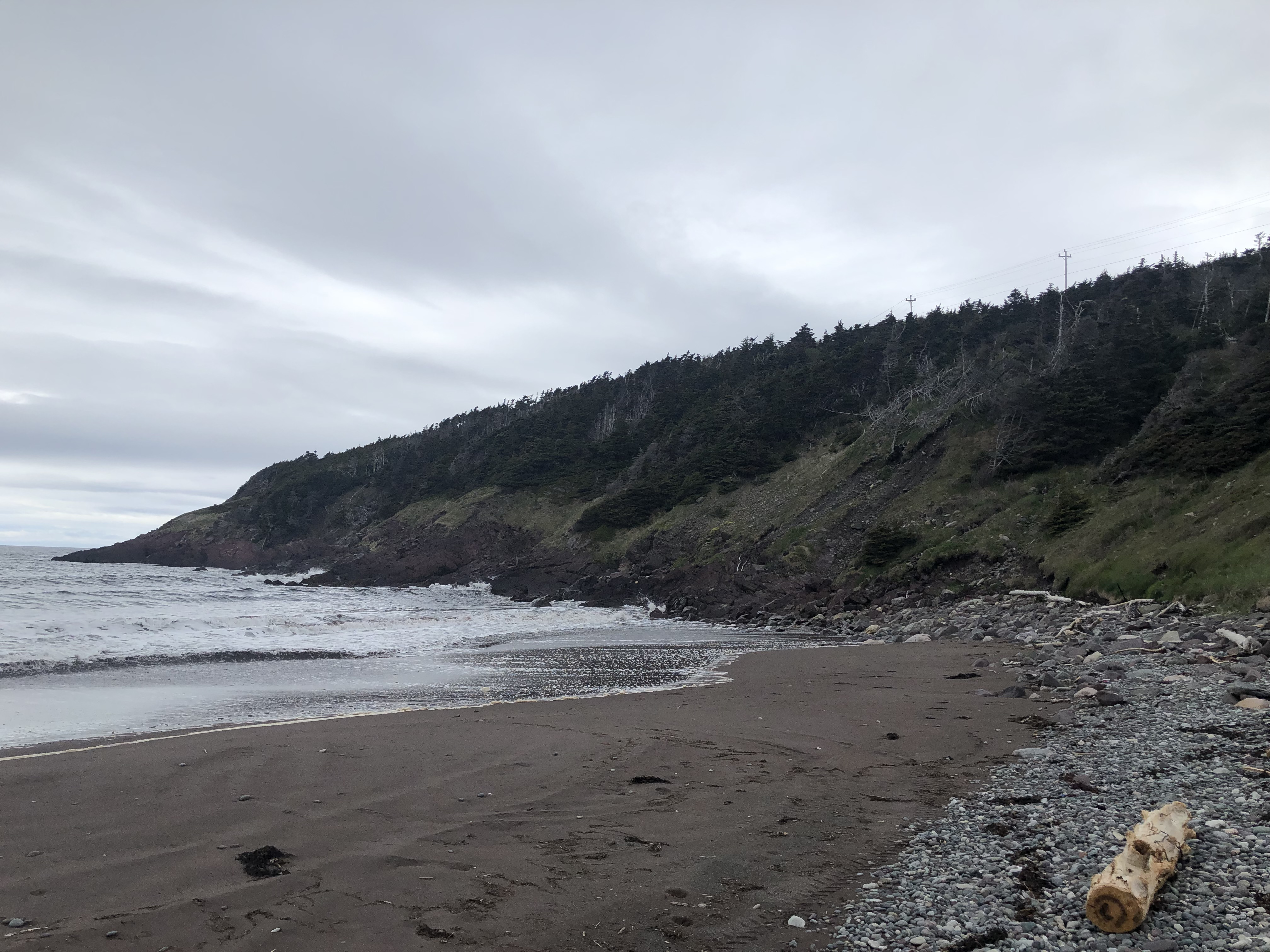
Noordelijke uiteinde van het strand
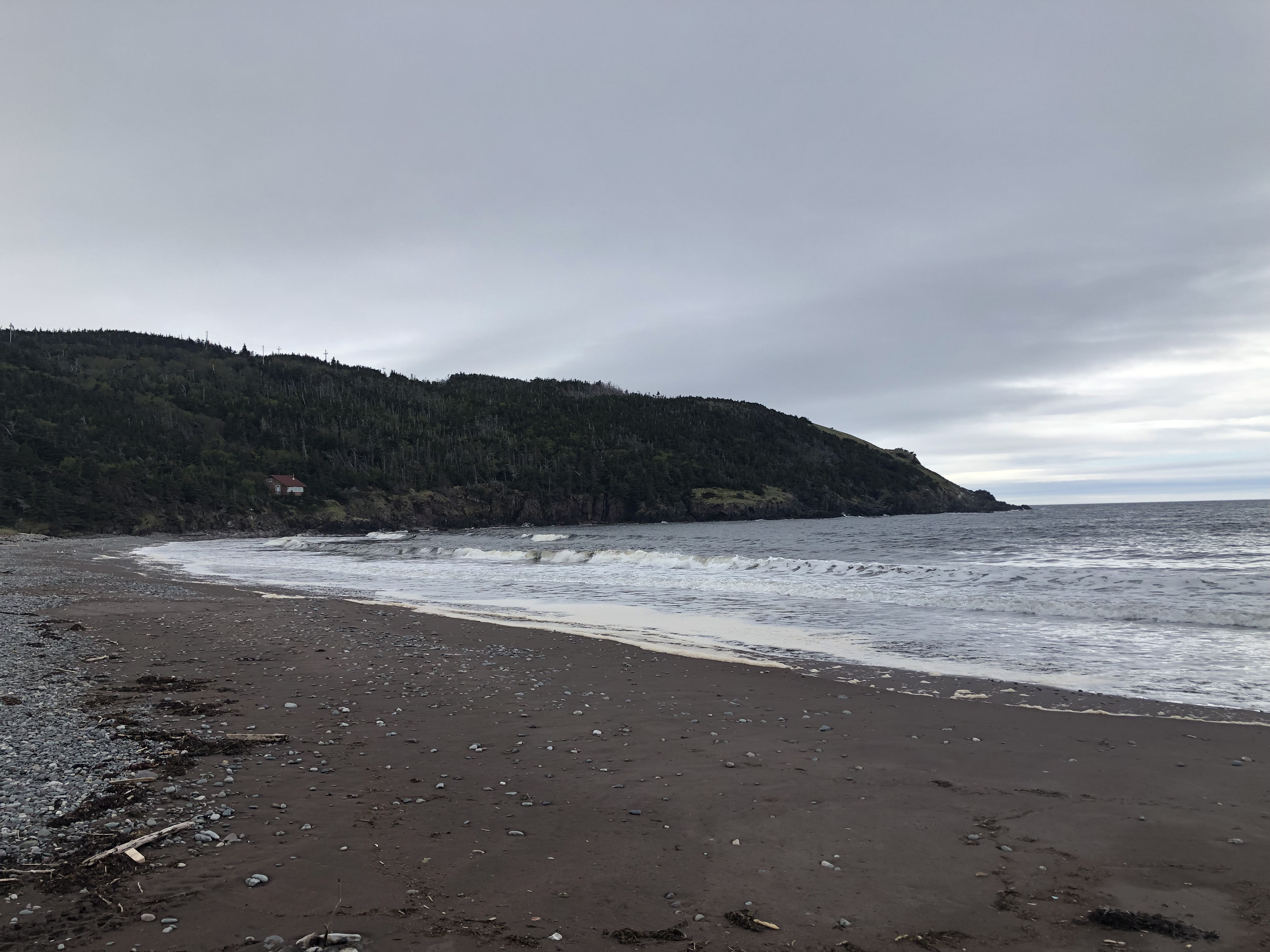
Zuidelijke uiteinde van het strand
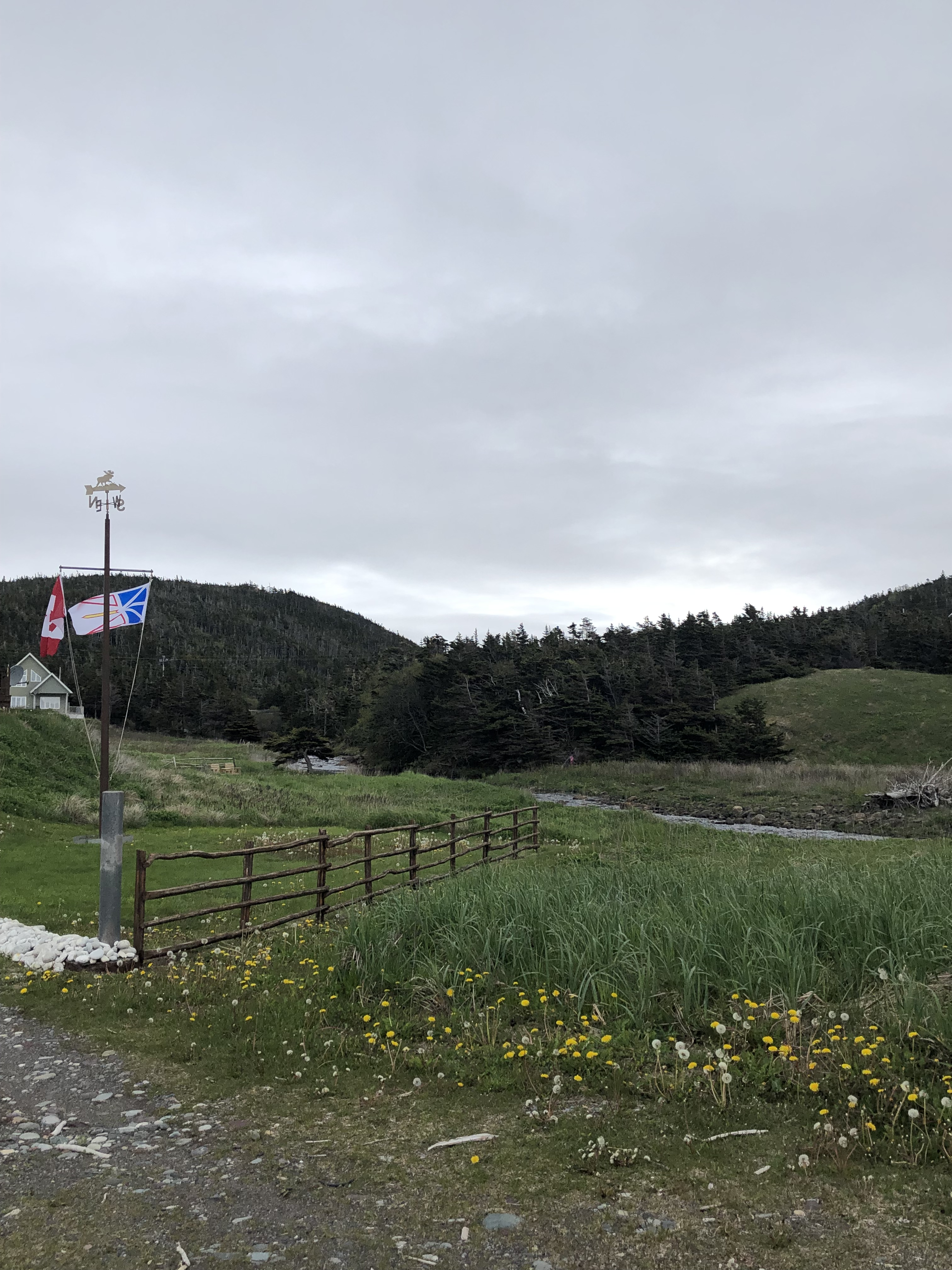
Het beschermde stukje natuur achter het strand, met in de achtergrond Big Brook